# 涌津八幡神社
涌津八幡神社（わくつはちまんじんじゃ）は、岩手県一関市花泉町涌津にある神社。祭神は品陀和気命。鉄五輪塔地輪が重要文化財指定を受けている。

## 歴史
1493年（明応2年）、葛西信重（葛西政信の子）の臣である岩渕民部が正八幡の神霊を涌津麻呂森に勧請したのが創始とされる。その後葛西氏が亡び岩渕氏が下野して伊達氏の臣、瀬上氏が涌津城主を継ぎ尊崇していたが、同氏が本吉郡に移封したことにより神殿が荒廃した。その後当地の村民挙げて社殿を新築し、氏神と仰ぎ信仰したという。

## 文化財
鉄五輪塔地輪
- 長さ106.0cm、高さ78.2cm。鋳鉄製方形五輪塔の地輪部であって、天板以上を欠失する。正面には相対する阿吽の２頭の狛犬を線描状に、両側面には銘文を陽鋳する。中央下部に方形の窓を開ける。鎌倉時代の1254年（建長6年）に40余人の衆徒が造立を発願し、僧俗の合力を得て文永五年（1268年）に完成した五輪塔で、同年二月廿五日の鋳出銘がある。当時その高さは一丈一尺の大塔であった。現在は最下部の地輪だけを残すにすぎないが、方１mを超える雄大なもので、わが国の鉄五輪塔中、最大とされる。1980年（昭和55年）6月6日、重要文化財に指定された[1]。

## 現地情報
所在地
- 岩手県一関市花泉町涌津字舘69番地

交通アクセス
- 東北自動車道若柳金成インターチェンジより車20分